# Канналонга
Канналонга (итал. Cannalonga) — коммуна в Италии, располагается в регионе Кампания, в провинции Салерно.
Население составляет 1125 человек (2008 г.), плотность населения составляет 66 чел./км². Занимает площадь 17 км². Почтовый индекс — 84040. Телефонный код — 0974.
В коммуне 15 августа особо празднуется Успение Пресвятой Богородицы.
Покровителем населённого пункта считается святой San_Turibio_de_Mogrovejo.

## Демография
Динамика населения:

## Администрация коммуны
- Официальный сайт: http://cannalonga.asmenet.it